# Mysterion Rises
«Mysterion Rises» es el duodécimo episodio de la decimocuarta temporada de South Park. Fue transmitida por Comedy Central el 3 de noviembre de 2010 y es el segundo episodio de una trilogía que comenzó con el episodio «Coon 2: Hindsight».
El episodio fue escrito y dirigido por el cocreador de la serie Trey Parker, y fue calificado como TV-MA L en los Estados Unidos. En su estreno original estadounidense el 3 de noviembre de 2010 «Mysterion Rises» fue visto por 3.263.000 espectadores. Según Nielsen, «Mysterion Rises» fue visto por 2,85 millones de hogares en general.
El episodio es notable para revelar la identidad secreta de Mysterion, que se dejó deliberadamente sin resolver en «The Coon» y «Coon 2: Hindsight».

## Trama
El episodio comienza con un resumen en forma de cómic del episodio anterior ("Coon 2: Hindsight") antes de convertirse en una pantalla similar a la de Batman. El grupo está liderado por Mysterion, aunque todavía se llama "Coon and Friends" (porque "eso molesta mucho más a Cartman"), y celebran una venta de pasteles para ayudar a aquellos en el Golfo afectados por la llegada de Cthulhu al final de la episódio anterior. Conocen a un extraño hombre que declara que sus esfuerzos para detener Cthulhu son inútiles. Coon y Amigos regresan para encontrar al Capitán Hindsight que ha saqueado su base en busca de fotos incriminadoras de él con "Courtney Love". 
Los chicos revelan que las fotografías son falsas y le dicen que eso fue hecho exclusivamente por Cartman como chantaje, pero Hindsight es demasiado conflictivo como para creerles. Mysterion le dice a Hindsight que si él no cree en ellos, que no tiene más remedio que apretar el gatillo. Todos los otros héroes están conmocionados por esta muestra de lo que sólo puede ser temeridad o imprudencia. Mysterion dice que se vayan para manejar el asunto. Al hacer esto, Human Kite (Kyle) y los otros, demasiado sorprendidos, llaman Mysterion por su verdadero nombre: Kenny para calmarse. Después Hindsight admite que él está cansado de la carga que pesa sobre él por sus poderes, y Kenny explica que él también ha sido maldecido con la capacidad de no poder morir. Se puso de manifiesto que cada vez que Kenny muere, simplemente se despierta en su cama al día siguiente restaurado a la plena salud. Por otra parte, nadie parece ser capaz de recordar su muerte, incluso si fueron testigos de primera mano.
Mientras esto ocurre, Cartman está en el aeropuerto esperando para buscar a Cthulhu, que retrasó el vuelo de Cartman por defecar en la pista del aeropuerto de Nueva Orleans. Después de golpear a una niña (Cartman dice directamente a la audiencia que ella es una villana), Cartman llega a la ubicación de Cthulhu y trata de llamar la atención del monstruo, para que pueda vengarse de su exequipo. Sin embargo, Cthulhu ignora y deja a Cartman. Cartman decide a ser lindo y adorable para manipularlo. Después de presentarse a sí mismo como "el pequeño Coon" y frotándose en el vientre de Cthulhu (como Mei de Mi Vecino Totoro), Cartman se hace amigo de Cthulhu. A continuación, llama a una conferencia de prensa y declara que ambos forman el nuevo, y esta vez marca registrada, "Coon and Friend". 
En el camino a South Park, Cartman y Cthulhu se muestran destruyendo varias cosas: una sinagoga, a unos hippies, un Whole foods, un concierto de Justin Bieber y a San Francisco, todas las cosas y todas las personas que Cartman desprecia. Para entonces, después de deliberar sobre su situación, Hindsight decide retirarse como superhéroe y continuar siendo el periodista Jack Brolin, pero después de ver a una persona inocente con un brazo lesionado llorando por su ayuda, Brolin se da cuenta de que "Hindsight" no debería haber renunciado a sus poderes.
De vuelta en South Park, Coon y Amigos aprenden acerca del culto de Cthulhu, y descubren que los padres de Kenny formaban parte del culto. Kenny, que se sorprende por la revelación, va a su casa vestido como Mysterion. Mientras tanto, Mosquito revela a regañadientes que él es Clyde, cuando su madre le ordena sacar la basura, y se quita la vuvuzela de la nariz. Los padres de Kenny estaban sólo indirectamente involucrados en el Culto de Cthulhu (se unieron por la cerveza gratis), y son obligados a decirle el paradero de la reunión del culto que se celebrará en South Park. Junto con los otros héroes, van a la reunión de culto, y notan caras familiares (Sr. Adler, los chicos góticos, y los nerds de Star Trek). Kenny, sin embargo, se alarmó por una línea que dice: "No está muerto el que yace eternamente, con miles de años, hasta la muerte puede morir".
Mysterion abandona a sus amigos y se enfrenta a los niños gótico en un callejón para saber lo que significa. El líder de la secta se presenta y pide la asistencia de los niños góticos en la dispensación de Mysterion. Coon y Amigos aparecen demasiado tarde, ya que el líder toma navaja de Kindergoth y apuñala a Kenny en el pecho. En este punto, Human Kite resulta ser Kyle cuando exclama "¡Hijos de puta!" como reacción a la muerte de Kenny. Inevitablemente, Kenny se despierta en su cama, ileso. El resto de los amigos aparecen en la puerta de su dormitorio, preguntándole por qué se escapó de la secta y que tienen que derrotar a Cthulhu, totalmente inconscientes del hecho de que él acaba de morir. Kenny suspira con decepción, poniendo fin al episodio.